# Erich von Falkenhayn

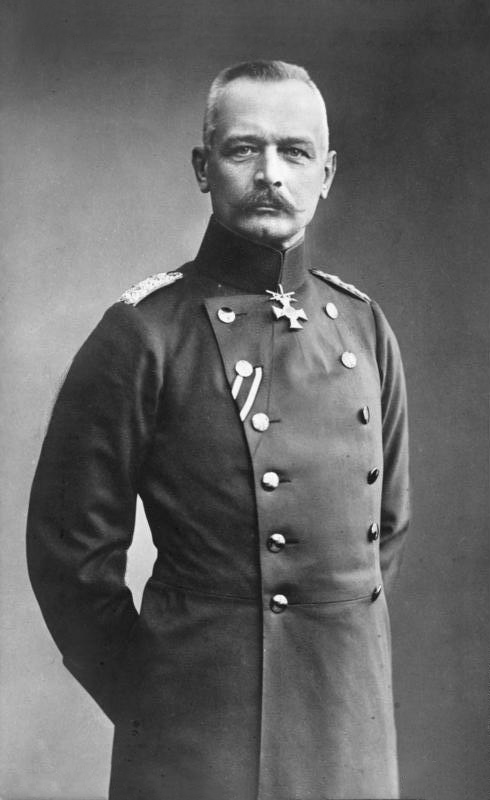
El general Falkenhayn l'any 1913.

Erich von Falkenhayn (Burg-Belchau, Prússia, 11 de setembre de 1861 – Potsdam, 8 d'abril de 1922) fou un militar alemany.
El 1900 feu la campanya de la Xina, on va romandre en la brigada d'ocupació, fins al 1903. El 1906 fou cap de l'estat major, el 1913 tinent general en el ministeri de la Guerra prussià, i el desembre de 1914 cap de l'estat major central. El 1915 dirigí la irrupció Gorlice-Tarnow, l'ofensiva contra Rússia i ocasionà la rendició de Sèrbia.
Arran de la fracassada ofensiva de Verdun, fou deposat per Hindenburg (agost de 1916) i se li encarregà el comandament del 9è cos d'exèrcit contra Romania (batalles de Hermannstadt i Targu-Jiu). El 1917 va prendre el comandament de l'exèrcit d'Àsia i el 1918-19 el del 10.è cos.
Va escriure: Die Oberste Heeresleitung in ihren wichtigsen Entschliessungen 1914-1916 (Berlín, 1919), la qual es va traduir a l'anglès amb el títol General Headquarters, 1914-16, and its Critical Decisions (Londres, 1919).